# Canoa/kayak ai Giochi della XXVIII Olimpiade - C1 1000 metri maschile

## Batterie
Hanno partecipato alle batterie di qualificazione 19 atleti: i primi delle tre batterie si sono qualificati direttamente per la finale, mentre i restanti 16 hanno disputato le semifinali.
23 agosto 2004
| Posizione | Atleta             | Paese      | Tempo       |
| --------- | ------------------ | ---------- | ----------- |
| 1         | Andreas Dittmer    | Germania   | 3:52.922 QF |
| 2         | Stanimir Atanasov  | Bulgaria   | 3:55.590 QS |
| 3         | Marian Ostrcil     | Slovacchia | 3:56.962 QS |
| 4         | Dagnis Vinogradovs | Lettonia   | 3:57.070 QS |
| 5         | Jonnathan Tafra    | Cile       | 4:04.402 QS |
| 6         | Jing Ying          | Cina       | 4:05.874 QS |
| 7         | Emanuel Horvaticek | Croazia    | 4:27.662 QS |

| Posizione | Atleta               | Paese       | Tempo       |
| --------- | -------------------- | ----------- | ----------- |
| 1         | David Cal            | Spagna      | 3:50.091 QF |
| 2         | Stephen Giles        | Canada      | 3:52.451 QS |
| 3         | Andreas Kiligkaridis | Grecia      | 3:53.723 QS |
| 4         | Mitică Pricop        | Romania     | 4:00.559 QS |
| 5         | Aliaksandr Zhukouski | Bielorussia | 4:02.159 QS |
| 6         | Darwin Correa        | Uruguay     | 4:27.115 QS |

| Posizione | Atleta                | Paese      | Tempo       |
| --------- | --------------------- | ---------- | ----------- |
| 1         | Konstantin Fomichev   | Russia     | 3.48.690 QF |
| 2         | Martin Doktor         | Rep. Ceca  | 3:49.029 QS |
| 3         | Karel Aguilar Chacon  | Cuba       | 3:54.250 QS |
| 4         | Attila Vajda          | Ungheria   | 3:57.290 QS |
| 5         | Kaissar Nurmaganbetov | Kazakistan | 4:00.486 QS |
| 6         | Yuriy Cheban          | Ucraina    | 4:00.637 QS |

## Semifinali
I primi tre atleti di ogni semifinale si sono qualificati per la finale, raggiungendo i tre già qualificati.
25 agosto 2004
| Posizione | Atleta               | Paese      | Tempo       |
| --------- | -------------------- | ---------- | ----------- |
| 1         | Martin Doktor        | Rep. Ceca  | 3:51.812 QF |
| 2         | Attila Vajda         | Ungheria   | 3:52.236 QF |
| 3         | Marian Ostrcil       | Slovacchia | 3:53.820 QF |
| 4         | Andreas Kiligkaridis | Grecia     | 3:55.608    |
| 5         | Mitică Pricop        | Romania    | 3:59.640    |
| 6         | Jing Ying            | Cina       | 4:00.684    |
| 7         | Darwin Correa        | Uruguay    | 4:22.096    |
| 8         | Jonnathan Tafra      | Cile       | 4:22.644    |

| Posizione | Atleta                | Paese       | Tempo       |
| --------- | --------------------- | ----------- | ----------- |
| 1         | Stephen Giles         | Canada      | 3:51.720 QF |
| 2         | Karel Aguilar Chacon  | Cuba        | 3:52.260 QF |
| 3         | Dagnis Vinogradovs    | Lettonia    | 3:53.656 QF |
| 4         | Aliaksandr Zhukouski  | Bielorussia | 3:55.456    |
| 5         | Kaissar Nurmaganbetov | Kazakistan  | 3:57.804    |
| 6         | Stanimir Atanasov     | Bulgaria    | 4:05.664    |
| 7         | Emanuel Horvaticek    | Croazia     | 4:24.604    |
| 8         | Yuriy Cheban          | Ucraina     | SQ          |

## Finale
27 agosto 2004
| Posizione | Atleta              | Paese      | Tempo    |
| --------- | ------------------- | ---------- | -------- |
|           | David Cal           | Spagna     | 3:46.201 |
|           | Andreas Dittmer     | Germania   | 3:46.721 |
|           | Attila Vajda        | Ungheria   | 3:49.025 |
| 4         | Martin Doktor       | Rep. Ceca  | 3:50.405 |
| 4         | Stephen Giles       | Canada     | 3:51.457 |
| 6         | Dagnis Vinogradovs  | Lettonia   | 3:53.537 |
| 7         | Marian Ostrcil      | Slovacchia | 3:54.629 |
| 8         | arel Aguilar Chacon | Cuba       | 3:54.957 |
| 9         | Konstantin Fomichev | Russia     | 3:55.773 |